# Meteor Mobile Communications

Logo de Meteor de 2005 à 2007

Meteor (Meteor Mobile Communications) a été le troisième opérateur de téléphonie mobile, après Vodafone Ireland et O2 Ireland (en), à être arrivé sur le marché irlandais. Meteor est une filiale de eircom Group plc. Eircom l'a achetée en 2005 pour 420 millions d'euros.
Leur indicatif est 085 même si désormais avec la portabilité, tous les numéros en 085 n'appartiennent plus forcément à des abonnés Meteor.
En mars 2007, Meteor comptait environ 819 000 clients, soit 17 % de la part du marché.

## Histoire
En 1998, le directeur de la réglementation des télécommunications lança une concurrence pour acquérir la licence de la troisième entreprise de téléphonie mobile.
Deux entreprises firent une enchère, Orange Communications Limited, alors dirigée par Hutchinson Whampoa, et Meteor Mobile Communications (constituée à ce moment-là de Western Wireless, Western communications limited et TWG Ireland LLC). En juin 1998, on annonça que Meteor était la première dans la compétition. Cependant, Orange suscita un procès contre le directeur pour empêcher la licence d'être acquise. Ce procès échoua finalement et en juin 2000, Meteor acquit la licence de la troisième entreprise de télécommunication.